# Albert (kráter)

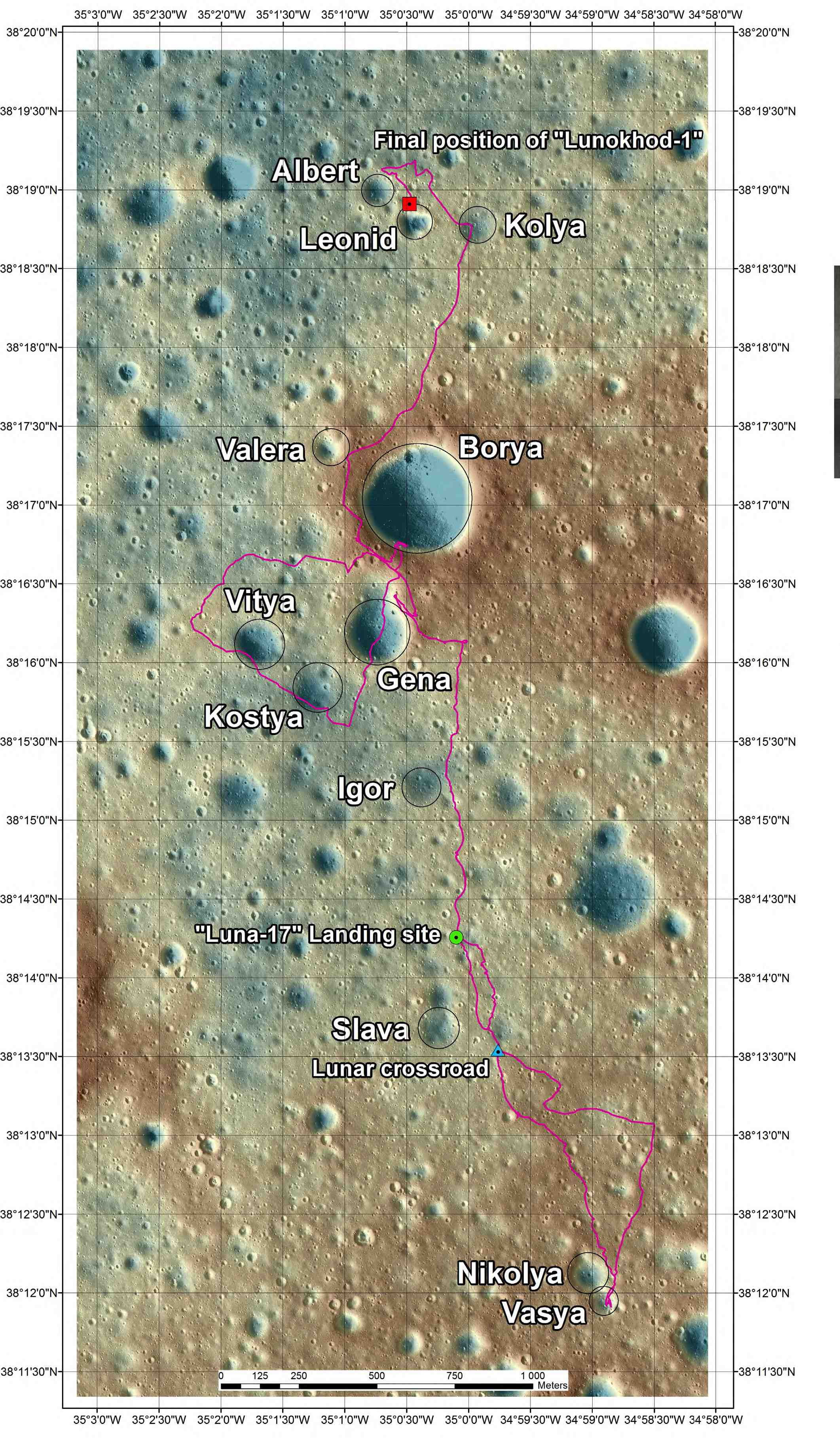

Albert je malý impaktní kráter v západní části Moře dešťů na viditelné straně Měsíce, v místě přistání kosmické lodi Luna 17 s Lunochodem-1. Kráter se nachází přibližně 125 metrů severozápadně od koncového bodu trasy Lunochodu. Kromě tohoto kráteru na trase Lunochodu dostali krátery Vasya, Nicolas, Slava, Igor, Kostya, Vitya, Gena, Borya, Valera, Kolya a Leonid svá vlastní jména. Kráter je ve tvaru mísy a je posetý mnoha ještě menšími krátery. Kráter je pojmenovaný mužským křestním jménem Albert.